# Lebu

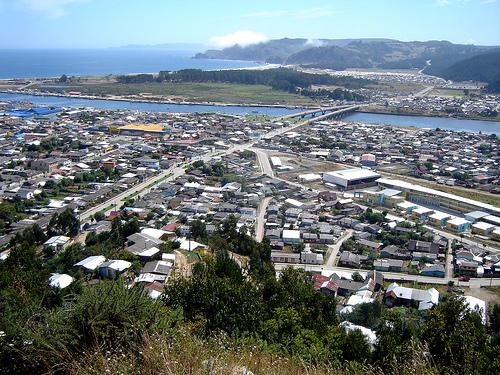
Lebu

Lebu ist eine Stadt im Süden des südamerikanischen Anden-Staates Chile und liegt in der Región del Bío-Bío. Sie hat etwa 27.000 Einwohner (Stand 2003). Es ist die Provinzhauptstadt der Provinz Arauco.
Der Name Lebu ist von der Sprache Mapudungun (Sprache der Mapuche) abgeleitet. Leufu bedeutet so viel wie das Wort Fluss.

## Geografie
Die Stadt liegt etwa 145 km südlich von Concepción am Pazifik. Der Río Lebu fließt durch Lebu. Sie ist die Hauptstadt der Provinz Arauco.

## Geschichte
Im März 1540 erreichte Francisco de Camargo die Küste von Lebu. 1544 erforschte Juan Bautista Pastene den Río Lebu. Um die Gegend vor Mapuche-Angriffen zu schützen, bauten die Spanier 1566 ein erstes Fort in Lebu. 1604 nannten sie den Ort Fuerte Santa margarita de Austria. Der Name Fuerte Lebu entstand 1641.
Am 18. November 1824 schlossen die Kaziken der Mapuche und Chilenen einen Friedensvertrag und übergaben Lebu an Chile. Am 6. Oktober 1862 wurde die Lebu offiziell gegründet und erhielt am 10. Januar 1874 die Stadtrechte. Am 25. Januar 1875 wurde sie die Hauptstadt der Provinz Arauco.
Am 22. Mai 1960 wurde Lebu von einem Erdbeben mit Stärke 7,3 getroffen.

## Sehenswürdigkeiten
In der Stadt stehen zwei 3 m lange Bronze-Kanonen, die Cañones de Bronce aus der Festungszeit. Sie sind ein nationales Monument. An der Küste liegt Playa Millaneco eine Ausflugsmeile. Die lange Küste ist aber wegen der gefährlichen Strömung nur bedingt zum Baden geeignet. Im Norden der Stadt liegen Höhlen, wie die „Caverna Benavides“, zum Besichtigen. Im alten Fischereihafen Puerto Pesquero Artesanal kann man Fischfangboote betrachten und Fische einkaufen.
Der Río Lebu lädt zu Wanderausflügen ein. Südlich von Lebu liegt die Insel Mocha, die zum Stadtgebiet gehört, mit dem Isla-Mocha-Nationalpark.

## Wirtschaft
Lebu ist einer der wichtigsten Orte der chilenischen Fischindustrie. Rund 30 % der chilenischen Fischproduktion stammen aus der Stadt. Daneben spielt der Kohleabbau eine Rolle sowie die Landwirtschaft.